# Коновалов, Иван Алексеевич
Иван Алексеевич Коновалов (род. 6 июля 1959, Иркутск) — советский легкоатлет. Получил известность выступлениями в беге на 3000 метров с препятствиями.
Пятикратный чемпион СССР (1984—1986, 1990, 1991), чемпион СНГ (1992).
Выступал на Олимпийских играх 1992 года. Призёр Кубка Европы (1989). Участвовал также в соревнованиях на неолимпийских дистанциях (2000 м с/пр, часовой бег, полумарафон и др.).
Рекордсмен СССР. Мастер спорта международного класса.
Сын Алексей Коновалов — так же бегун на средние дистанции.

## Результаты

### Рекорды СССР и России
| Дистанция              | Время   | Город  | Дата            | Видео |
| ---------------------- | ------- | ------ | --------------- | ----- |
| 2000 м с препятствиями | 5.27,99 | Сочи   | 27 мая 1990     |       |
| 3000 м с препятствиями | 8.19,38 | Москва | 18 августа 1985 |       |